# Xã Pershing, Quận Jackson, Indiana
Xã Pershing (tiếng Anh: Pershing Township) là một xã thuộc quận Jackson, tiểu bang Indiana, Hoa Kỳ. Năm 2010, dân số của xã này là 1.394 người.